# Paschal de l’Estocart

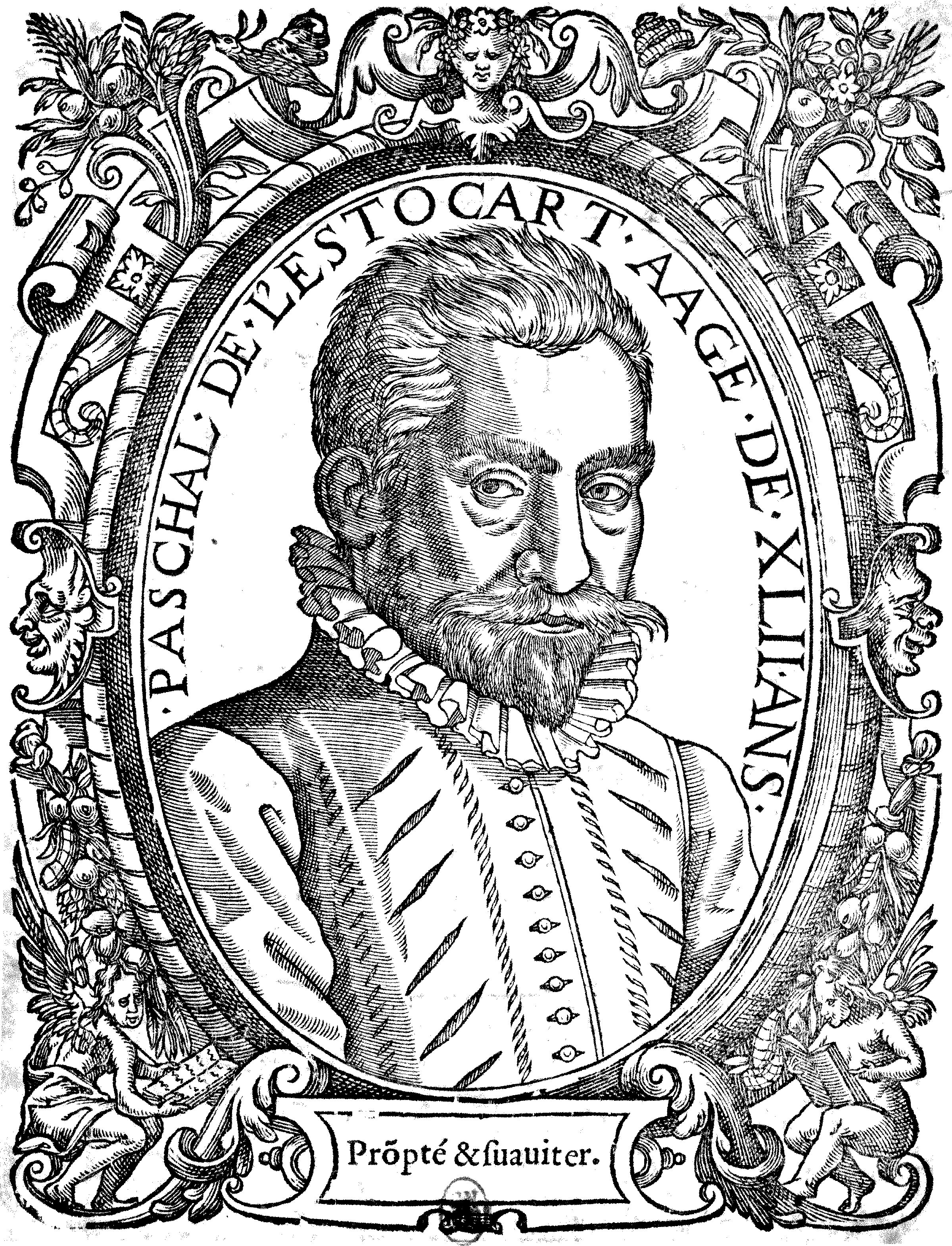
Paschal de l’Estocart im Alter von 42 Jahren

Paschal de l’Estocart (* 1539 in Noyon; † nach 1584) war ein reformierter Kirchenkomponist der französischen Renaissance.

## Leben
Über sein Leben ist nicht viel bekannt. Zwischen 1559 und 1565 hielt er sich in Lyon auf, wo er 1565 heiratete. In seiner Jugend muss er Italien besucht haben und war später ein Schützling der hugenottischen Grafen von der Marck. 1582 arbeitete er für den lothringischen Herzog Karl III. und 1584 für den Abt von Valmont; im selben Jahr gewann er die Silberne Harfe im Musikwettbewerb „Puy“ von Évreux für seine fünfstimmige Motette Ecce quam bonum et quam jucundum.

## Veröffentlichungen
- 126 Quatrains du Sieur de Pibrac, 1582
- Livres des Octonaires de la Vanité du Monde, 1582
- Sacrae Cantiones, 1582
- 150 Pseaumes de David…, 1583 (für 4, 5, 6, 7 und 8 Stimmen)